# Jean Payart
Jean Payart (* 22. März 1892 in Sainte-Menehould; † 25. Januar 1969) war ein französischer Diplomat, Botschafter und französischer Hochkommissar in Österreich (1950–1955).

## Leben
Payart beendete mit einem Staatsexamen und Diplom sein juristisches Studium an der Privathochschule École libre des sciences politiques in Paris und trat 1920 in den diplomatischen Dienst. Als Infanterist diente er im Ersten Weltkrieg und kam verwundet in deutsche Gefangenschaft.
So war er unter anderem von 1931 bis 1937 Gesandtschaftsrat in Moskau. Als französischer Botschafter diente er 1945 bis 1950 in Belgrad. Anschließend wurde Payart vom 29. Juni 1950 bis zum 27. Juli 1955 zum französischen Hochkommissar im besetzten Nachkriegsösterreich bestellt. Von 1956 bis 1957 diente er als französischer Botschafter in Saigon.
1937 wurde Payart Träger des Ordens der Ehrenlegion (Officier de la Légion d’Honneur).